# 煙台大学
煙台大学（えんたいだいがく、ピンイン：Yāntái Dàxué　en：Yantai University、zh：烟台大学) は、1984年に中国山東省烟台市に北京大学と清華大学のC9リーグ加盟校2校の協力を得て設立された山東省の地方公立大学である。
煙台大学は、国家歴史文化都市であり、中国で最も魅力的な都市のひとつである煙台に位置しています。山東省の重要な総合大学である。